# Коллини, Козимо Алессандро
Козимо Алессандро Коллини (Cosimo Alessandro Collini; 1727 — 1806) — французский писатель итальянского происхождения.
Был секретарём Вольтера, участвовал в составлении его «Annales de l’Empire». При помощи Вольтера получил место директора естественнонаучного кабинета в Мангейме. Коллини напечатал ряд мемуаров в «Acta Academiae Theodoro-palatinae» и ряд французских работ: «Discours sur l’histoire d’Allemagne», «Lettres sur l’Allemagne», «Mon sé'jour auprès de Voltaire» и др.